# Annie Sprinkle
Annie Sprinkle (Filadelfia, 23 luglio 1954) è un'ex attrice pornografica statunitense; è stata inserita nella XRCO Hall of Fame e AVN Hall of Fame nel 1999.

## Biografia
Ellen F. Steinberg è nata a Filadelfia il 23 luglio 1954 da una famiglia ebrea con origini russe e polacche. All'età di 5 anni, la sua famiglia si trasferì a Los Angeles e, successivamente, a Panama tra i 13 e i 17 anni. A 18 anni ha iniziato a lavorare in una biglietteria del cinema di Tucson, in Arizona. Durante la riproduzione del film Deep Throat, è intervenuta la polizia ed è stata portata in tribunale come testimone dove ha incontrato e si è innamorata del regista Gerard Damiano, divenendone l'amante. L'ha seguito a New York dove ha vissuto per 22 anni.

## Carriera pornografica
Dopo l'incontro con Gerard Damiano, ha iniziato a lavorare nell'industria pornografica con lo pseudonimo di Annie che successivamente è diventato il suo nome legale. Nel 1975 ha girato Tenage Deviate, la sua prima scena.
Annie è apparsa in oltre 200 film tra pornografia hard, softcore e numerosi documentari. Ha recitato nei film sperimentali di Nick Zedd War Is Menstrual Envy (1992), Ecstasy in Entropy (1999), e Electra Elf: The Beginning (2005). Ha prodotto e diretto molte dei film nei quali ha recitato come Annie Sprinkle's Herstory of Porn, Annie Sprinkle's Amazing World of Orgasm, and Linda/Les & Annie—The First Female to Male Transsexual Love Story. Nel 1999 è stata inserita nella Hall of Fame dagli AVN che degli XRCO.

## Filmografia parziale
- My Master My Love, regia di Ralph Ell (1975)
- Satan Was a Lady, regia di Doris Wishman & C. Davis Smith (1975)
- Apriti con amore (Expose Me, Lovely), regia di Armand Weston (1976)
- Le morbose sensazioni di Janice (The Affairs of Janice), regia di Zebedy Colt (1976)
- I Superporno fallocrati (Jack+Jill), regia di Chuck Vincent (1979)
- Giochi bagnati (For Richer for Poorer), regia di Gerard Damiano (1979)
- Alpha Blue - L'universo erotico di Gerard Damiano (The Satisfiers of Alpha Blue), regia di Gerard Damiano (1981)
- Pandora... il sapore della carne (Pandora's Mirror), regia di Shaun Costello (1981)
- Gola... 12 anni dopo (Throat... 12 Years After), regia di Gerard Damiano (1984)
- Delirio di femmine viziose (Spitfire), regia di Cecil Howard (1985)
- Wimps - Studiosi, sfigati e porcelloni... (Wimps), regia di Chuck Vincent (1986)
- Super infermiere... lezione di anatomia maschile (Young Nurses in Love), regia di Chuck Vincent (1987)

## Riconoscimenti
- AVN Awards
  - 1999 – Hall of Fame[8]
- XRCO Award
  - 1999 – Hall of Fame[9]